# Combat de Gravelines
 (janvier 2025).
Si vous disposez d'ouvrages ou d'articles de référence ou si vous connaissez des sites web de qualité traitant du thème abordé ici, merci de compléter l'article en donnant les références utiles à sa vérifiabilité et en les liant à la section « Notes et références ».
 (janvier 2025).
La mise en forme du texte ne suit pas les recommandations de Wikipédia : il faut le « wikifier ».
Les points d'amélioration suivants sont les cas les plus fréquents :
- Les titres sont pré-formatés par le logiciel. Ils ne sont ni en capitales, ni en gras.
- Le texte ne doit pas être écrit en capitales (les noms de famille non plus), ni en gras, ni en italique, ni en « petit »…
- Le gras n'est utilisé que pour surligner le titre de l'article dans l'introduction, une seule fois.
- L'italique est rarement utilisé : mots en langue étrangère, titres d'œuvres, noms de bateaux, etc.
- Les citations ne sont pas en italique mais en corps de texte normal. Elles sont entourées par des guillemets français : « et ».
- Les listes à puces sont à éviter, des paragraphes rédigés étant largement préférés. Les tableaux sont à réserver à la présentation de données structurées (résultats, etc.).
- Les appels de note de bas de page (petits chiffres en exposant, introduits par l'outil «  Source ») sont à placer entre la fin de phrase et le point final[comme ça].
- Les liens internes (vers d'autres articles de Wikipédia) sont à choisir avec parcimonie. Créez des liens vers des articles approfondissant le sujet. Les termes génériques sans rapport avec le sujet sont à éviter, ainsi que les répétitions de liens vers un même terme.
- Les liens externes sont à placer uniquement dans une section « Liens externes », à la fin de l'article. Ces liens sont à choisir avec parcimonie suivant les règles définies. Si un lien sert de source à l'article, son insertion dans le texte est à faire par les notes de bas de page.
- La présentation des références doit suivre les conventions bibliographiques. Il est recommandé d'utiliser les modèles {{Ouvrage}}, {{Chapitre}}, {{Article}}, {{Lien web}} et/ou {{Bibliographie}}. Le mode d'édition visuel peut mettre en forme automatiquement les références.
- Insérer une infobox (cadre d'informations à droite) n'est pas obligatoire pour parachever la mise en page.

Pour une aide détaillée, merci de consulter Aide:Wikification.
Si vous pensez que ces points ont été résolus, vous pouvez retirer ce bandeau et améliorer la mise en forme d'un autre article.
Le combat de Gravelines est une bataille navale du Premier Empire qui s'est déroulee le 17 juillet 1805 au large de Gravelines, proche de Dunkerque.

## Contexte
Alors que la France se préparait à envahir l’Angleterre et concentrait son Armée des côtes de l'Océan dans la région de Boulogne, le ralliement à Boulogne, Etaples, Wimereux et Ambleteuse de plus de 2 000 embarcations de débarquement expédiées de tous les points des côtes de France et de Hollande donna lieu à plusieurs batailles navales dont la majorité se soldèrent par une victoire française. Aussi, malgré leurs efforts les Britanniques ne purent empêcher la mise en place de la flottille de Boulogne.

## Déroulé
Le combat oppose un convoi de quatre prames et trente deux canonnières commandées par le vice-amiral Ver-Huell à une flotte de blocus de la Royale Navy composée d'un vaisseau rasé, de deux frégates, trois grosses corvettes et 9 bricks sous les ordres de l'amiral Sidney Smith.
Le 17 juillet, le convoi français appareille à 17 h de Dunkerque en direction d'Ambleteuse afin de profiter du vent de nord-est favorable, bien que faible. L'amiral fit marcher sa flottille sur deux lignes, les bâtiments endentés (décalés), de manière à pouvoir tirer tous en même temps vers le large. Il plaça les quatre prames, deux au centre et une à chaque extrémité de la ligne extérieure. Le capitaine Lambour, commandant les prames, prit poste à la tête. Les canonnières furent formées en trois divisions : l'avant-garde et l'arrière-garde, chacune sous le commandement d’un capitaine de vaisseau batave, et le centre, commandé par l'amiral en personne.
Après quatre heures de navigation, parvenu par le travers de Gravelines, le convoi rencontra la croisière anglaise qui s'y trouvait. Les Anglais mirent à la voile, se dirigèrent vers la ligne franco-batave et commencèrent leur feu à grande portée. Le vice-amiral Verhuel ne fit riposter que lorsqu'ils se furent approchés davantage. L'attaque anglaise sur la tête de la ligne ne fut pas très agressive. Ils attaquèrent un peu plus vivement au centre, avant de réunir toutes leurs forces contre l’arrière-garde. Cette partie de la ligne française était protégée par la prame VILLE-DE-GENÈVE, commandé par le lieutenant de vaisseau Boissy.
En peu de temps, deux ou trois canonnières françaises furent désemparées et obligées de s’échouer pour ne pas couler. La prame d’escorte eut elle-même son grand mât cassé et cette avarie ayant gêné sa manœuvre, elle toucha le haut-fond. Alors les bâtiments anglais voulurent en profiter pour l’achever sous les bombes ou la forcer à se rendre. Mais la prame riposta par un feu si dense que les Anglais furent contraints de l’abandonner. Ce voyant, Boissy remit son bâtiment à flot et continua sa route. Vers 23 h, le combat cessa entièrement et les Anglais décrochèrent.

## Conséquences
La Royale Navy ne put empêcher le convoi de passer.